# نادي بوم الملكي لكرة القدم
نادي بوم الملكي لكرة القدم (Koninklijke Boom Football Club واختصارًا K. Boom F.C.) هو نادي كرة قدم بلجيكي سابق من قرية بوم بالقرب من أنتويرب، تاسس عام 1908 تحت اسم نادي روبل لكرة القدم (Rupel FC Boom) وغير اسمه عام 1913 إلى نادي بوم لكرة القدم. آخر ظهور للفريق في الدوري البلجيكي الممتاز كان في موسم 1992–93.
نظرًا لمصاعب مالية ورياضية وخاصة بالإقامة، اندمج الفريق مع نادي مجاور وهو إس كيه روبل عام 1998 وكوّنا كيه روبل بوم لكرة القدم (K Rupel Boom FC).

## الألقاب
- الدوري البلجيكي الدرجة الثانية:
  - البطل (2): 1938, 1977
  - التأهل (1): 1992
- الدوري البلجيكي الدرجة الثالثة
  - البطل (2): 1963, 1971
  - التأهل (2): 1926, 1931